# ماركوس ريت (لاعب كرة قدم)
ماركوس ريت (بالألمانية: Markus Reiter)‏ هو مدرب كرة قدم ولاعب كرة قدم ألماني في مركز قلب الدفاع، ولد في 10 أغسطس 1976 في إسن في ألمانيا. شارك مع منتخب ألمانيا تحت 17 سنة لكرة القدم ومنتخب ألمانيا تحت 18 سنة لكرة القدم ومنتخب ألمانيا تحت 21 سنة لكرة القدم. أما مع النوادي، فقد لعب مع بوروسيا مونشنغلادباخ وغرويتر فورت ونادي دويسبورغ.

## وصلات خارجية
- ماركوس ريت على موقع قاعدة بيانات كرة القدم.إي يو (الإنجليزية)
- ماركوس ريت على موقع بيانات كرة القدم. دي إي (الألمانية)
- ماركوس ريت على موقع عالم كرة القدم.نت (الإنجليزية)